# خواكين ميكيل
خواكين ميكيل (بالإسبانية: Joaquín Miquel)‏ هو منافس ألعاب قوى إسباني، ولد في 1903 في كتالونيا في إسبانيا، وتوفي في 1929.

## وصلات خارجية
- خواكين ميكيل على موقع أوليمبيديا (الإنجليزية)